# En runda i baren
En runda i baren är en singel av Lasse Stefanz och Plura från 2008 skriven av Haidi Krohn och Kent Fingal. Det är det tredje spåret i albumet i Rallarsväng från 2008. Låten fanns på Svensktoppen under tre veckor mellan 22 juni 2008 och 6 juli 2008 med sjunde plats som bästa placering. Låten hamnade som bäst på plats 53 på Sverigetopplistan. Låten handlar om två personer som träffas på en nattöppen bar och som upplevt livet tillsammans.

## Listplaceringar
| Lista             | Placering |
| ----------------- | --------- |
| Sverigetopplistan | 53        |

### Fotnoter
1. ↑  https://smdb.kb.se/catalog/id/002393546
2. ↑  https://www.nostalgilistan.se/lasse-stefanz-med-plura-902/en-runda-i-baren-2909
3. ↑  http://www.swedishcharts.com/showitem.asp?interpret=Lasse+Stefanz+och+Plura&titel=En+runda+i+baren&cat=s
4. ↑  http://www.lassestefanz.se/texter/en-runda-i-baren/